# Litian (köpinghuvudort i Kina, Jiangxi Sheng, lat 27,02, long 114,14)
Litian är en köpinghuvudort i Kina. Den ligger i provinsen Jiangxi, i den sydöstra delen av landet, omkring 250 kilometer sydväst om provinshuvudstaden Nanchang. Antalet invånare är 41 589. Befolkningen består av 20 418 kvinnor och 21 171 män. Barn under 15 år utgör 21,0 %, vuxna 15-64 år 70 %, och äldre över 65 år 8,0 %.
Runt Litian är det ganska tätbefolkat, med 192 invånare per kvadratkilometer. Närmaste större samhälle är Hechuan, 12,5 km sydost om Litian. I omgivningarna runt Litian växer i huvudsak blandskog.
Genomsnittlig årsnederbörd är 2 003 millimeter. Den regnigaste månaden är maj, med i genomsnitt 314 mm nederbörd, och den torraste är oktober, med 38 mm nederbörd.